# 北杜铁塔
北杜铁塔位于陕西省咸阳市渭城区北杜镇福昌寺遗址，又称“千佛铁塔”、“福昌寺铁塔”，1956年被列为第一批陕西省文物保护单位，2013年被列为第七批全国重点文物保护单位。
福昌寺建于金大定年间，早已被毁，仅存铁塔。塔建于明万历三十三年至三十八年（1610年）。塔为楼阁式，塔基青砖砌成，塔身生铁铸就，平面呈八角形，共九层，高21.5米。塔内有青砖砌成的盘旋楼梯。塔基正南券洞有铁匾，上有楷书“千佛塔”三字，落款为“大明万历三十八年岁次庚戌吉日立，南书房行走太监杜茂”。